# Alk (Albania)
Alk è un centro abitato situato nei pressi di Shënkoll, frazione del comune albanese di Alessio, capoluogo dell'omonima prefettura.

## Storia
40 anni fa circa il fiume Mat divise in due parti Alk lasciando una parte nei preesistenti Distretto di Alessio e l'altra nel Distretto di Kurbin (Kruje).
Negli ultimi 20 anni molti dei giovani residenti ad Alk sono emigrati all'estero dove tuttora vivono.

## Popolazione
Ha una popolazione di circa 250 abitanti.

## Economia
L'economia è prevalentemente agricola e di allevamento di ovini, bovini e suini.

## Geografia fisica
Si trova vicini al fiume Mat. Dista 3,5 chilometri dalla spiaggia adriatica.

## Località vicine
- Tale
- Tale 1
- Tale 2
- Shënkoll
- Grykë Lumi
- Rrilë
- Barbullojë
- Gajush